# 趙祖鵬
赵祖鹏（1512年—1567年），字宗南，号太冲，浙江金华府东阳县（今东阳市）人，明朝政治人物。

## 生平
嘉靖二十八年（1549年）己酉科浙江乡试举人。嘉靖三十二年（1553年）癸丑科进士。改翰林院庶吉士，三十四年十月授编修，纂修国史、直文渊阁，兼管诰敕。任三十八年（1559年）己未科会试同考官，所取多一时名俊。祖鹏将女兒嫁给锦衣卫都督陆炳，杖其权势，大为奸利之事，被士林所耻。嘉靖三十九年陆炳卒，祖鹏遂于十二月外任湖广按察司佥事。后以考察革职閑住，四十二年被逮下狱，以罪被判死刑，隆慶元年（1567年）被释放，行至南京，侨居数月而卒。

## 家族
曾祖赵大钦；祖父赵为潜；父赵继机，贈编修。母郭氏，旌表孝婦，封太孺人。兄祖熙、祖羔（监生）、趙祖元（山西佥事）、趙熊（监生）、趙祖朝（同科進士）；弟祖鹗、祖偉（监生）、趙鳳（生员）、趙驥（监生）、趙祖述（举人）、祖成（监生）、祖舄（举人）。